# 張種
張種（ちょう しょう、504年 - 573年）は、南朝梁から陳にかけての政治家。字は士苗。本貫は呉郡呉県。

## 経歴
梁の太子中庶子・臨海郡太守の張略の子として生まれた。南朝梁の王府法曹として仕え、外兵参軍に転じたが、父が死去したため辞職した。服喪を終えると、中軍宣城王府主簿となった。四十数歳になったが、家は貧しく、官職を求めて始豊県令となった、入朝して中衛西昌侯府西曹掾に任じられた。武陵王蕭紀が益州刺史となると、張種はその下で征西東曹掾を拝命したが、老齢の母を養うことを理由に赴任を拒んだため、免官された。
侯景の乱が起こると、張種は母を連れて東に逃れ、長らくかけて郷里にたどりついたが、まもなくその母は死去した。50歳にして過剰に身を細らせて服喪したが、荒乱のために遺体を埋葬することができなかった。侯景の乱が平定されると、張種は王僧弁の推挙を受けて、貞威将軍・治中従事史として起用された。このころようやく葬礼を終えた。
承聖4年（555年）、貞陽侯蕭淵明が帝を称すると、張種は廷尉卿・太子中庶子に任じられた。敬帝が即位すると、散騎常侍となり、御史中丞に転じ、前軍将軍を兼ねた。永定元年（557年）、陳が建国されると、太府卿となった。天嘉元年（560年）、左民尚書に任じられた。天嘉2年（561年）、権監呉郡をつとめ、まもなく召還されて左民尚書にもどった。侍中に転じ、歩兵校尉を兼ねたが、公務の失敗で免官された。無官のまま太常卿を代行し、まもなく正式に太常卿となった。天康元年（566年）、廃帝が即位すると、右軍将軍の位を加えられた。受けないうちに、弘善宮衛尉を兼ね、また揚東揚二州大中正を兼ねた。光大2年（568年）、宣帝が即位すると、都官尚書となり、左驍騎将軍を兼ねた。中書令に転じた。病のため退任して金紫光禄大夫の位を受けた。
太建初年、張種の娘が始興王陳叔陵の妃となったため、張種は邸をもらい、無錫・嘉興県侯の秩を受けた。
太建5年（573年）、死去した。享年は70。特進の位を追贈された。諡は元子といった。文集14巻があった。

## 伝記資料
- 『陳書』巻21 列伝第15
- 『南史』巻31 列伝第21